# 欧坦格
欧坦格（法語：Autingues，法語發音：[otɛ̃ɡ]）是法国上法蘭西大區加来海峡省的一个市镇，属于圣奥梅尔区。

## 地理
欧坦格（50°50'17"N, 1°58'42"E）面积2.97 平方千米，位于法国上法蘭西大區加来海峡省，该省份为法国北部沿海省份，西北濒北海，南至索姆省，东临北部省。
与欧坦格接壤的市镇（或旧市镇、城区）包括：阿德尔、卢什、涅勒莱萨德尔。
欧坦格的时区为UTC+01:00、UTC+02:00（夏令时）。

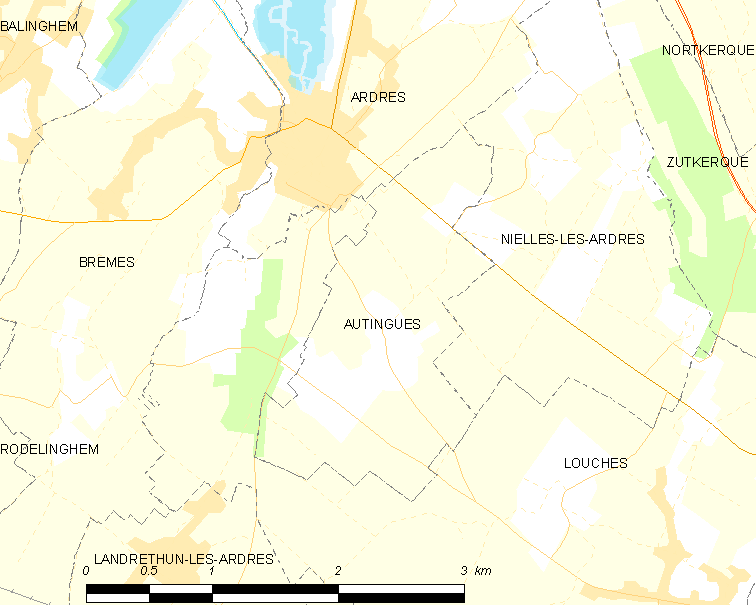
欧坦格的OSM定位图

## 行政
欧坦格的邮政编码为62610，INSEE市镇编码为62059。

## 政治
欧坦格所属的省级选区为加来第二县。

## 人口

1962-2008年间欧坦格人口变化图示

欧坦格于2022年1月1日时的人口数量为291人。